# Oodera magnifica
Oodera magnifica är en stekelart som först beskrevs av Jean Risbec 1951.  Oodera magnifica ingår i släktet Oodera och familjen puppglanssteklar. Inga underarter finns listade i Catalogue of Life.